# 九華山公園

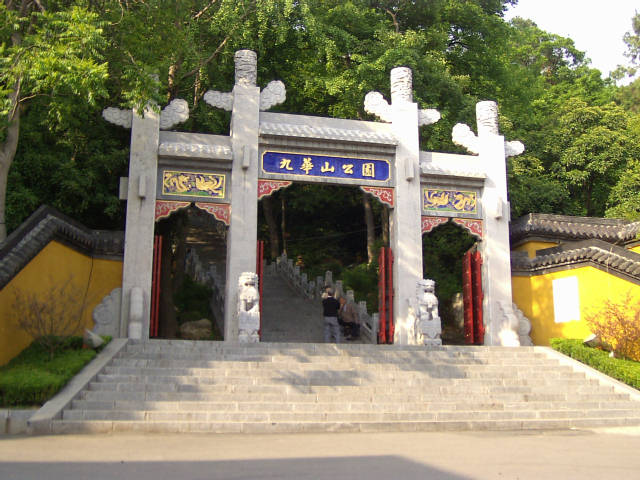
九華山公園 山門

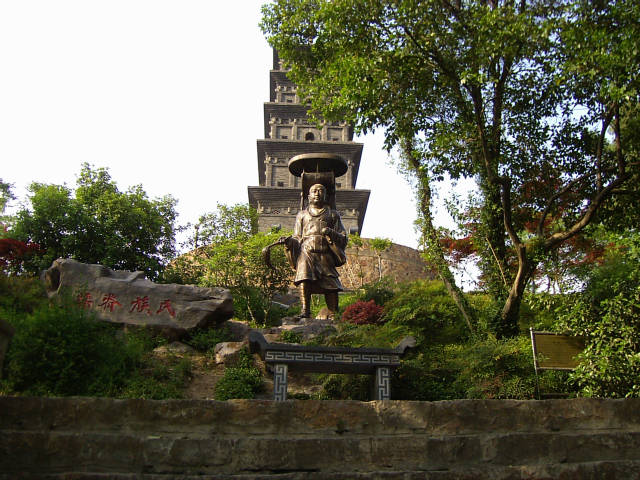
玄奘像

九華山公園（きゅうかざんこうえん）は、中華人民共和国南京市玄武区、太平門の西、玄武湖の南東岸に位置する公園。
山頂には三蔵塔があり、山頂からは玄武湖、明代の城壁を見ることができる。三蔵塔に下には三蔵法師の青銅像がある。金陵四十八景之一と称され、九華丹青とも称される。

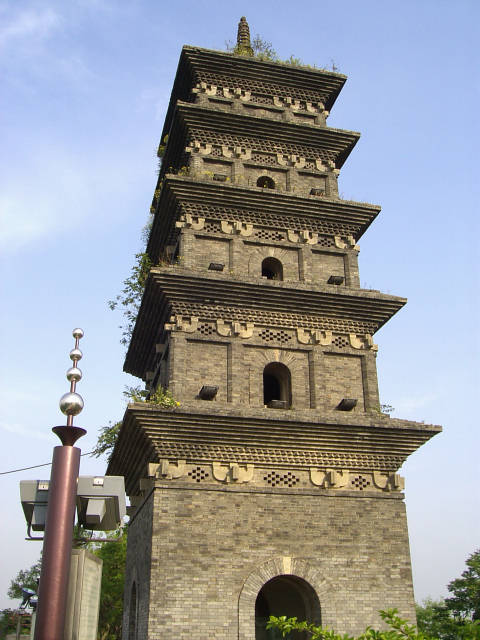
三蔵塔

言い伝えによれば宋代に天禧寺の可政法師が陝西より玄奘の頂骨を金陵に持ち帰り玄奘塔を建てたが、後の太平天国の乱で戦火に消え玄奘の頂骨も行方不明になる。抗日戦争時に日本軍がこの地を発掘調査し玄奘の頂骨を納めた石箱を発見する。この発見は仏教界を沸き立たせたが、日本軍はこの玄奘の頂骨を独占しようとし、民衆の怒りを買う。この事態に日本の傀儡政権であった中華民国維新政府ですら再三交渉して玄奘の頂骨をようやく半分入手することができ、新たに三蔵塔を建立し玄奘の頂骨を納めた。残りの半分は終戦後に入手し、国共内戦を経て霊谷寺玄奘法師紀念堂に納められた。

## 入場料
10元（2004年現在）